# Simon I. von Montfort

Wappen der Herren von Montfort

Simon I. (* vor 1038; † 25. September, wohl 1087) war der dritte Herr von Montfort. Er war der Sohn des Amalrich I. von Montfort und Bertrada von Gometz.
Er setzte die Arbeiten an der Burg Montfort-l’Amaury, die sein Vater und sein Großvater, begonnen hatten, fort und ist auch für den Bau der Kirche Saint-Pierre und der Kapelle Saint-Laurent im Ort verantwortlich.
Er heiratete in erster Ehe Isabelle de Broyes, Tochter von Hugues Bardoul, Herr von Broyes und Pithiviers (Maison de Broyes). Ihre Kinder waren:
- Amalrich II. († 1089), Herr von Montfort
- Isabelle ⚭ Raoul II. de Tosny († 1112), Herr von Conches-en-Ouche (Haus Tosny)

In zweiter Ehe heiratete er Agnes von Évreux, Tochter von Richard, Graf von Évreux, aus dem Haus der Rolloniden; mit ihr hatte er drei Kinder:
- Bertrada († 1117) ⚭ 1) 1089 mit Graf Fulko IV. von Anjou (1043–1109) und ⚭ 2) 1092 mit König Philippe I. von Frankreich († 1108)
- Richard († 1092), Herr von Montfort
- Simon II. († 1101), Herr von Montfort
- Amalrich III. († 1137), Herr von Montfort und Graf von Évreux.

Er starb am 25. September, wahrscheinlich im Jahr 1087, und wurde in Epernon begraben.